# Euphranta skinneri
Euphranta skinneri är en tvåvingeart som beskrevs av Hardy 1955. Euphranta skinneri ingår i släktet Euphranta och familjen borrflugor. Inga underarter finns listade i Catalogue of Life.